# オヤマリンドウ
オヤマリンドウ（御山竜胆 Gentiana makinoi）は、山地の亜高山帯、湿地や草地に生えるリンドウ科リンドウ属の多年生植物。秋の湿原を代表する花の一つ。

## 特徴
中部地方以北の亜高山帯、湿原や草地に生える多年草。エゾリンドウに似るが少し小さい。日本の特産種である。葉の形は広披針形で、10 - 20対が互生する。根茎は太く、株から複数の茎が直立し、高さ60cm程度となる。

花期は8 - 9月。花は、濃紫色で茎の先端部に複数つける。花弁は５裂し、わずかに開き細長くすぼまった形で長さ2 - 3cmである。